# Saint-Augustin (métro de Paris)
Pour les articles homonymes, voir Saint-Augustin.
Saint-Augustin est une station de la ligne 9 du métro de Paris, située dans le 8e arrondissement de Paris.

## Situation
La station est implantée au nord du quartier de la Madeleine à sa limite administrative avec le quartier de l'Europe. Elle se trouve sous le boulevard Haussmann, à l'est de la place Saint-Augustin. Orientée selon un axe est-ouest, elle s'intercale entre les stations Miromesnil et Havre - Caumartin, tout en étant géographiquement très proche de la station Saint-Lazare qui lui est partiellement reliée.

## Histoire
La station est ouverte le 27 mai 1923 avec la mise en service de la première extension de la ligne 9 depuis son terminus initial de la station Trocadéro, dont elle reprend alors le rôle de terminus nord-est depuis Exelmans durant une semaine, jusqu'à l'inauguration d'un second prolongement à Chaussée d'Antin - La Fayette qui intervient le 3 juin suivant.
Malgré sa proximité avec la station Saint-Lazare, aucune connexion avec cette dernière n'est alors réalisée, car la présence d'un tiroir de retournement de la ligne B du « Nord-Sud » (actuelle ligne 13) devant la gare de Paris-Saint-Lazare a imposé de positionner la ligne 9 plus au sud, sous le boulevard Haussmann, ce qui l'a éloignée de la gare précitée et réduit son potentiel de correspondances.
La station doit sa dénomination à sa proximité avec la place Saint-Augustin, laquelle tient elle-même son nom de l'église Saint-Augustin qui la borde par le nord, dédiée à Augustin d'Hippone (354-430).
À l'origine, le point d'arrêt possédait une troisième voie latérale en cul-de-sac bordant le quai en direction de Mairie de Montreuil ; utilisée en tant que garage, elle se raccordait aux voies principales à l'est. Cet équipement, complété de l'amorce d'un tunnel à l'ouest, avait été bâti en vue de la création d'un embranchement jusqu'à la porte des Ternes, lequel ne sera finalement jamais réalisé. La voie a depuis été supprimée au profit d'un élargissement du quai, d'où sa superficie inhabituelle.
Le 16 décembre 2003, à l'occasion de la mise en service du premier prolongement de la ligne 14 depuis Madeleine jusqu'à Saint-Lazare, un couloir est aménagé entre son nouveau terminus et la station Saint-Augustin afin d'améliorer la desserte de la gare Saint-Lazare, tout en permettant également une correspondance souterraine indirecte entre les lignes 9 et 12 (jusqu'alors possible uniquement à la station Havre - Caumartin par l'intermédiaire de la gare d'Haussmann - Saint-Lazare sur la ligne E du RER, depuis 1999). En parallèle, les couloirs d'origine de la station et l'éclairage des quais sont rénovés dans le cadre du programme « Renouveau du métro » de la RATP.
En juillet 2023, les faïences biseautées sur les quais, datant de la création de la station en 1923, sont retirées afin de procéder à la réfection de l'étanchéité de la voûte dégradée. La décoration dans le style d'entre-deux-guerres de l'ex-CMP est reconduite à l'identique en 2024.

### Fréquentation
Selon les estimations de la RATP, la station a vu entrer 3 052 723 voyageurs en 2019, ce qui la place à la 166e position des stations de métro pour sa fréquentation sur 302,. En 2020, avec la crise du Covid-19, son trafic annuel tombe à 1 563 979 voyageurs, la reléguant alors au 168e rang, avant de remonter progressivement en 2021 avec 1 934 106 entrants comptabilisés ce qui la rétrograde cependant à la 185e position des stations du réseau pour sa fréquentation cette année-là.

## Services aux voyageurs

### Accès
La station dispose de deux accès répartis en quatre bouches de métro de part et d'autre du boulevard Haussmann, entre la place Saint-Augustin et la rue d'Anjou :
- l'accès 1 « Boulevard Malesherbes », constitué de deux escaliers fixes agrémentés de balustrades de style Dervaux, débouchant sur le trottoir impair du boulevard Haussmann au droit du no 85, la trémie la plus à l'ouest étant ornée d'un des rares candélabres Val d'Osne du réseau ;
- l'accès 2 « Boulevard Haussmann - Église Saint-Augustin » comprenant un escalier fixe doté d'un mat avec un « M » jaune inscrit dans un cercle ainsi qu'un escalier mécanique montant, débouchant sur le trottoir pair de ce boulevard face aux nos 106 et 108 respectivement.

Accès à la station
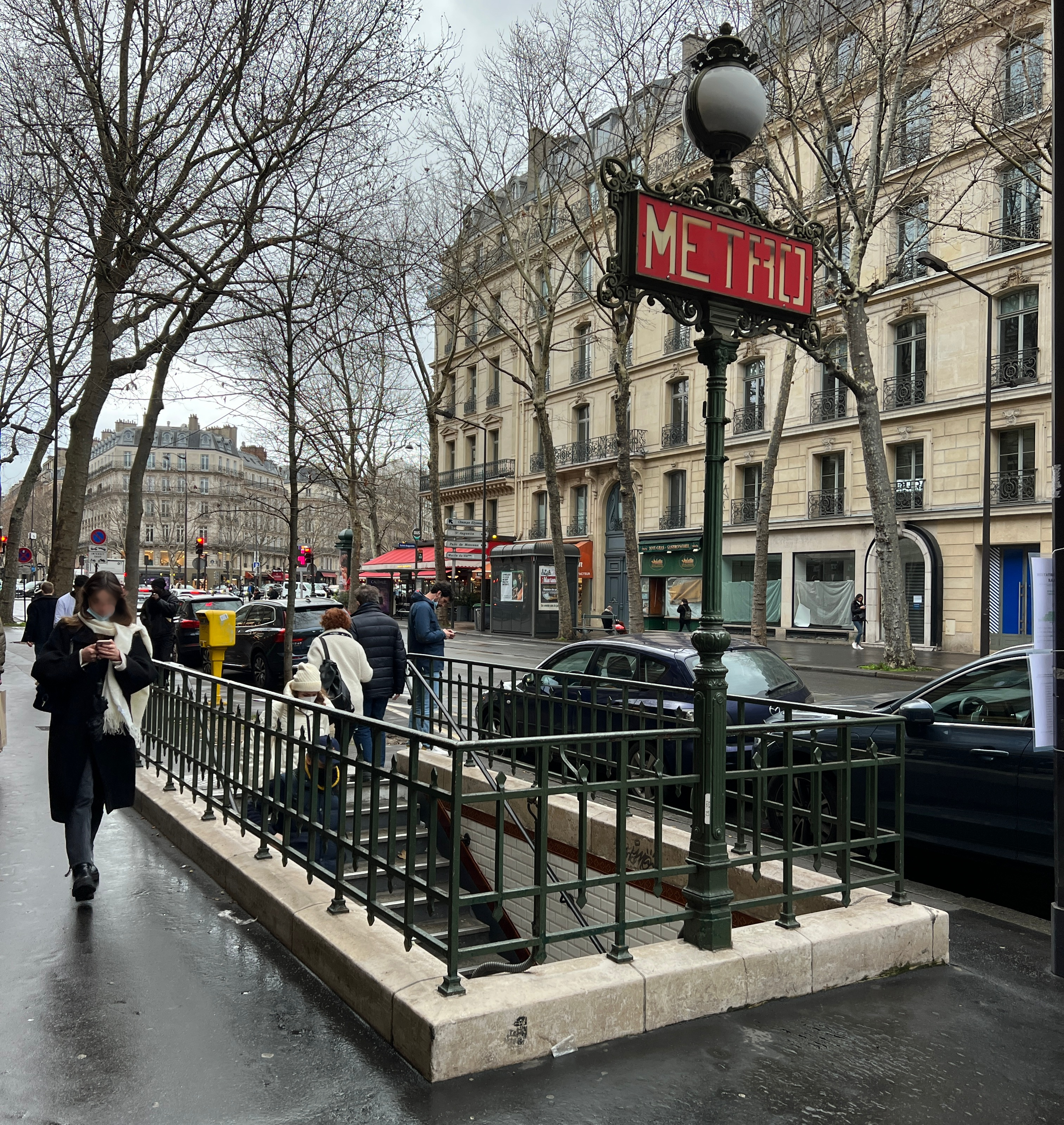
L'accès no 1 « Boulevard Malesherbes ».
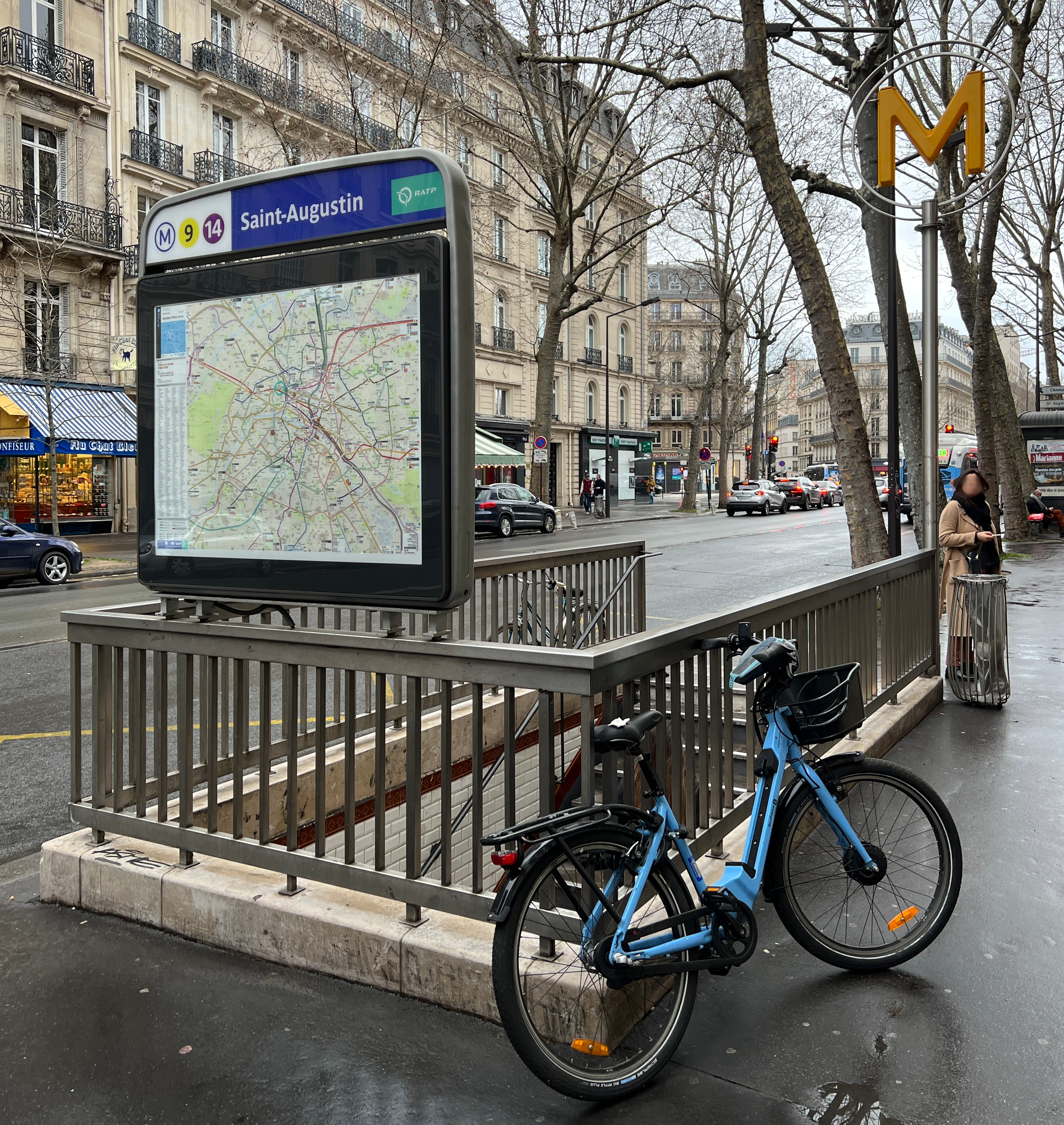
L'accès no 2 « Boulevard Haussmann ».

.
Le couloir de correspondance avec la station Saint-Lazare de la ligne 14 est entièrement décoré en carrelage blanc biseauté typique des stations du métro « historiques », ce qui constitue un cas unique pour cette ligne plus récente qui décore habituellement ses couloirs d'accès avec ses propres styles contemporains.
Depuis 2011, une mosaïque de l'artiste québécoise Geneviève Cadieux, intitulée La Voix lactée, est installée dans ce même couloir à hauteur de la bifurcation entre les directions Mairie de Saint-Ouen et Olympiades de la ligne 14. Cette œuvre d'art fut offerte à la RATP par la Société de transport de Montréal (STM) en échange d'un édicule Guimard ayant appartenu à la station Charles de Gaulle - Étoile sur les lignes 1, 2 et 6. Celui-ci est dorénavant installé à la station Square-Victoria–OACI du métro de Montréal, et constitue à ce jour seul exemplaire original ayant fait l'objet d'un échange artistique avec un réseau de métro étranger, tous les autres édicules Guimard offerts par la RATP étant des reproductions à l'identique d'entourages existants.

### Quais
Saint-Augustin est une station de configuration standard pour le métro de Paris : elle possède deux quais, d'une longueur conventionnelle de 75 mètres, séparés par les voies du métro situées au centre et la voûte est elliptique. Elle se distingue toutefois par une différence de largeur marquée entre lesdits quais, celui en direction de Montreuil étant beaucoup plus large car recouvrant une troisième voie disparue qui longeait le piédroit latéral.
La décoration est du style utilisé pour la majorité des stations du métro : les bandeaux d'éclairage sont blancs et arrondis dans le style « Gaudin » du renouveau du métro des années 2000, et les carreaux en céramique blancs biseautés recouvrent les pieds-droits, la voûte ainsi que les tympans. Les cadres publicitaires sont en faïence de couleur miel à motifs végétaux et le nom de la station est également incorporé dans la faïence murale, selon le style décoratif d'entre-deux-guerres de la CMP d'origine. Les sièges de style « Motte » sont de couleur orange.
Il s'agit d'une des rares stations du réseau dont la décoration en faïence de style « CMP » n'est plus d'origine, ayant été recréée à l'identique en 2024.

### Intermodalité
La station est desservie par les lignes 20, 22, 28, 32, 43, 52, 80, 84, et 93 du réseau de bus RATP et, la nuit, par les lignes N01, N02 et N53 du réseau de bus Noctilien.
Depuis le 16 décembre 2003, elle est également en correspondance directe avec la station Saint-Lazare de la ligne 14 et, par l'intermédiaire de celle-ci, avec les lignes 3, 12 et 13, ainsi qu'avec la gare de Paris-Saint-Lazare, celle-ci constituant point de départ des lignes J et L du Transilien qui desservent respectivement le nord-ouest et l'ouest de la région Île-de-France, ainsi que des TER Normandie qui donnent accès à la région Normandie.
La jonction avec la ligne 14 est toutefois la seule indiquée par la RATP à bord des rames de ligne 9, compte tenu de son intérêt pratique dans des conditions normales d'exploitation (des liaisons plus directes avec les lignes 3 et 13 étant respectivement possibles aux stations encadrantes Havre - Caumartin et Miromesnil), bien qu'elle permette également une connexion à distance entre les lignes 9 et 12, auparavant inexistante.
Par ailleurs, il est également possible par des couloirs supplémentaires de rejoindre la station Opéra en empruntant les quais de la gare d'Haussmann - Saint-Lazare sur la ligne E du RER, puis en traversant depuis Havre - Caumartin le hall de la gare d'Auber de la ligne A du RER et enfin les couloirs menant aux lignes 7 et 8 à la station Opéra. Cette continuité, mettant bout à bout plusieurs correspondances de la station Saint-Augustin à la station Opéra, constitue la plus longue liaison piétonne souterraine du métro de Paris.

## À proximité
- Cercle national des armées
- Chapelle expiatoire
- Église Saint-Augustin
- Mairie du 8e arrondissement
- Square Marcel-Pagnol
- Gare de Paris-Saint-Lazare